# Jeja

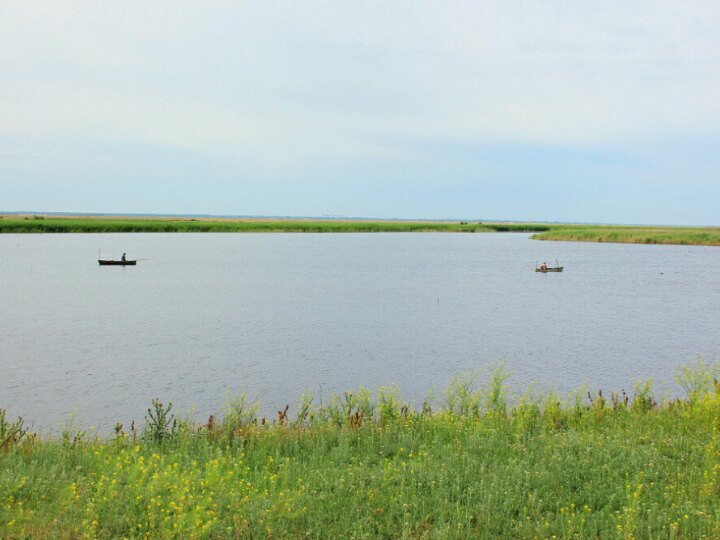

De Jeja (Russisch: Е́я) is een 313 kilometer lange rivier in de Russische bestuurlijke eenheden kraj Krasnodar en oblast Rostov. De Jeja ontspringt zo'n vijftig kilometer ten oosten van de stad Tichoretsk op 100 meter hoogte in het noordoostelijke deel van het Kubangebied. De Jeja mondt uit in de Golf van Taganrog, dat onderdeel is van de Zee van Azov. De rivier stroomt in het binnenland niet langs grote steden, maar langs stanitsa's (kozakkennederzettingen) met inwonertallen tot de 30.000. De stad Jejsk (97.176, 2011) aan de Golf van Taganrog is de grootste plaats aan de rivier en een belangrijke zeehaven.
De Jeja is niet bevaarbaar en door het licht zoutige gehalte van het rivierwater kan dit slechts in beperkte mate worden gebruikt door de plaatselijke landbouw. Het debiet is 2,5m³, terwijl het stroomgebied een oppervlakte van 8.650 km² heeft. Praktisch de gehele loop van de Jeja is gereguleerd door kleine stuwdammen. In de zomer droogt de rivier op.